# Kyle Freeland
Pour les articles homonymes, voir Freeland (homonymie).
Kyle Richard Freeland (né le 14 mai 1993 à Denver, Colorado, États-Unis) est un lanceur gaucher des Rockies du Colorado de la Ligue majeure de baseball.

## Carrière
Kyle Freeland est repêché par les Phillies de Philadelphie au 35e tour de sélection en 2011 mais il ne signe pas de contrat et rejoint les Purple Aces de l'université d'Evansville, en Indiana. L'un des athlètes les plus convoités à l'approche du repêchage amateur de 2014, ce natif de Denver, est choisi par l'équipe locale, les Rockies du Colorado, au premier tour de sélection, ce qui en fait le 8e joueur réclamé au total cette année-là. Il signe avec les Rockies son premier contrat professionnel et perçoit une prime à la signature de 2,3 millions de dollars.
Il fait ses débuts dans le baseball majeur avec les Rockies le 7 avril 2017, jour du premier match local de la saison au Colorado, et n'accorde qu'un point aux Dodgers de Los Angeles en 6 manches pour sa première victoire. Fait rare qui n'avait pas été vu depuis un demi-siècle, Freeman est le premier lanceur partant à commencer sa carrière le jour du match inaugural local dans son État natal depuis Chuck Dobson pour les Athletics de Kansas City le 19 avril 1966.